# Elecciones provinciales de Salta de 2003
El 16 de noviembre de 2003 se realizaron elecciones para elegir un gobernador y un vicegobernador, 11 senadores provinciales, 30 diputados provinciales, además de 59 intendentes y concejales por municipio.
El gobernador Juan Carlos Romero había integrado en las elecciones de abril la fórmula presidencial del Frente por la Lealtad como candidato a vice del expresidente Carlos Menem, que se impuso en primera vuelta con el 24,45% sobre el 22,25% de Néstor Kirchner, pero decidió no participar del balotaje, lo que proclamó al segundo como presidente. En este contexto decidió ir por una tercera reelección, acompañado nuevamente por Walter Wayar, aunque ahora aliado al presidente Kirchner, por lo cual forma el Frente Justicialista para la Victoria.
El 24 de agosto de 2003 se realizaron elecciones de convencionales constituyentes para reformar la constitución provincial y permitir a Romero una segunda reelección. Wayar obtuvo una mayoría en la convención que le permitió modificar la constitución.
La oposición no decide acordar como en 1999 y se presenta dividida. Por un lado el conservador Partido Renovador de Salta postula al Diputado Nacional Andrés Zottos, acompañado por Fabián Vittar. Del otro la Unión Cívica Radical formó el frente Unidos por Salta, con el MID y Recrear y apoyo al peronista disidente Julio Argentino San Millán.
El resultado estableció que el peronista Juan Carlos Romero fuera reelecto para un tercer mandato consecutivo tras triunfar con el 49.89% de los votos, seguido por Zottos con el 24.19% y San Millán con el 16.92%. El PO obtuvo un importante 6.70% que lo llevó a obtener un diputado en la legislatura provincial.

## Renovación legislativa
| Departamento           | Cámara de Diputados | Cámara de Diputados | Cámara de Diputados | Cámara de Senadores | Cámara de Senadores |
| Departamento           | Diputados           | A renovar           | Mandato             | Senadores           | A renovar           |
| ---------------------- | ------------------- | ------------------- | ------------------- | ------------------- | ------------------- |
| Anta                   | 3                   | 1                   | 2003-2005           | 1                   | 1                   |
| Cachi                  | 1                   | —                   | —                   | 1                   | —                   |
| Cafayate               | 1                   | —                   | —                   | 1                   | —                   |
| Capital                | 19                  | 9                   | 2003-2007           | 1                   | —                   |
| Cerrillos              | 2                   | 1                   | 2003-2007           | 1                   | 1                   |
| Chicoana               | 1                   | —                   | —                   | 1                   | —                   |
| General Güemes         | 2                   | 1                   | 2003-2007           | 1                   | —                   |
| General San Martín     | 6                   | 3                   | 2003-2007           | 1                   | 1                   |
| Guachipas              | 1                   | 1                   | 2003-2007           | 1                   | —                   |
| Iruya                  | 1                   | —                   | —                   | 1                   | 1                   |
| La Caldera             | 1                   | 1                   | 2003-2007           | 1                   | —                   |
| La Candelaria          | 1                   | 1                   | 2003-2007           | 1                   | 1                   |
| La Poma                | 1                   | 1                   | 2003-2007           | 1                   | —                   |
| La Viña                | 1                   | 1                   | 2003-2007           | 1                   | 1                   |
| Los Andes              | 1                   | 1                   | 2003-2007           | 1                   | —                   |
| Metán                  | 3                   | 2                   | 2003-2005           | 1                   | 1                   |
| Molinos                | 1                   | —                   | —                   | 1                   | —                   |
| Orán                   | 6                   | 3                   | 2003-2007           | 1                   | 1                   |
| Rivadavia              | 2                   | 1                   | 2003-2005           | 1                   | 1                   |
| Rosario de la Frontera | 2                   | 1                   | 2003-2005           | 1                   | 1                   |
| Rosario de Lerma       | 2                   | 1                   | 2003-2007           | 1                   | —                   |
| San Carlos             | 1                   | —                   | —                   | 1                   | —                   |
| Santa Victoria         | 1                   | 1                   | 2003-2007           | 1                   | 1                   |
| Total                  | 60                  | 30                  |                     | 23                  | 11                  |

## Resultados

### Convención Constituyente
| Partido/Alianza | Partido/Alianza             | Bancas |
| --------------- | --------------------------- | ------ |
|                 | Frente Salteño Romero-Wayar | 38/60  |
|                 | Unidos por Salta            | 19/60  |
|                 | Partido del Obrero          | 3/60   |
| Fuente:         |                             |        |

#### Electos por departamentos
| Departamento                            | Partido/Alianza | Partido/Alianza             | Bancas | Electos |
| --------------------------------------- | --------------- | --------------------------- | ------ | --- |
| Anta 3 Convencionales                   |                 | Frente Salteño Romero-Wayar | 2/3    | - Leonardo Fabián García - Pascuala Irma Caro |
| Anta 3 Convencionales                   |                 | Unidos por Salta            | 1/3    | - Alfonso Javier Saravia |
| Cachi 1 Convencional                    |                 | Frente Salteño Romero-Wayar | 1/1    | - Walter Wayar |
| Cafayate 1 Convencional                 |                 | Unidos por Salta            | 1/1    | - Claudia Silvina Vargas |
| Capital 19 Convencionales               |                 | Frente Salteño Romero-Wayar | 9/19   | - Adriana Mabel Arellano - Amalia Rosa Chahle de Dantur - Sonia Margarita Escudero - Guido Giacosa Fernández - Manuel Santiago Godoy - Pablo Kosiner - Marcelo Eduardo López Arias - Guillermo Jesús Martinelli - Juan Manuel Urtubey |
| Capital 19 Convencionales               |                 | Unidos por Salta            | 7/19   | - Normando Arciénaga - José Alfredo Miguel - Manuel Pecci - Juan Agustín Pérez Alsina - Irma Lidia Silva - Sergio Armando Simensen de Bielke - Rosa Zacca                                                                             |
| Capital 19 Convencionales               |                 | Partido del Obrero          | 3/19   | - Claudio del Plá - Pablo Sebastián López - Cristina Inés Foffani |
| Cerrillos 2 Convencionales              |                 | Frente Salteño Romero-Wayar | 1/2    | - Juan Ángel Pérez |
| Cerrillos 2 Convencionales              |                 | Unidos por Salta            | 1/2    | - Gregorio Caro Figueroa |
| Chicoana 1 Convencional                 |                 | Frente Salteño Romero-Wayar | 1/1    | - Carlos Dante Álvarez |
| General Güemes 2 Convencionales         |                 | Frente Salteño Romero-Wayar | 1/2    | - Luis Alberto Haddad |
| General Güemes 2 Convencionales         |                 | Unidos por Salta            | 1/2    | - Enrique Conrado Cornejo |
| General San Martín 6 Convencionales     |                 | Frente Salteño Romero-Wayar | 3/6    | - Carlos Marcelo Abraham - Víctor Hugo Belmont - Beatriz Aidé Aparicio |
| General San Martín 6 Convencionales     |                 | Unidos por Salta            | 3/6    | - Armando Leguizamón - Isidro Eleuterio Ruarte - Marciana Antonia Veleizán |
| Guachipas 1 Convencional                |                 | Frente Salteño Romero-Wayar | 1/1    | - Enrique Néstor Cari |
| Iruya 1 Convencional                    |                 | Frente Salteño Romero-Wayar | 1/1    | - Teodocio David Canchi |
| La Caldera 1 Convencional               |                 | Frente Salteño Romero-Wayar | 1/1    | - Miguel Ángel Vilaseca |
| La Candelaria 1 Convencional            |                 | Frente Salteño Romero-Wayar | 1/1    | - Guillermo Emilio Toloza |
| La Poma 1 Convencional                  |                 | Frente Salteño Romero-Wayar | 1/1    | - Luisa Salva |
| La Viña 1 Convencional                  |                 | Frente Salteño Romero-Wayar | 1/1    | - Miguel Ángel Oscari |
| Los Andes 1 Convencional                |                 | Frente Salteño Romero-Wayar | 1/1    | - Guzmán Viveros |
| Metán 3 Convencionales                  |                 | Frente Salteño Romero-Wayar | 2/3    | - Helena Elizabeth Rehay Hatti - Ricardo Samson |
| Metán 3 Convencionales                  |                 | Unidos por Salta            | 1/3    | - Raúl Bartolomé García |
| Molinos 1 Convencional                  |                 | Frente Salteño Romero-Wayar | 1/1    | - Juan Francisco Maita |
| Orán 6 Convencionales                   |                 | Frente Salteño Romero-Wayar | 4/6    | - Eliseo Barberá - Nicanor Sosa - Mariela Isabel Paredes - Néstor Ramón Pedroza |
| Orán 6 Convencionales                   |                 | Unidos por Salta            | 2/6    | - Marcelo Lara Gros - Gladis Jarma Sufi |
| Rivadavia 2 Convencionales              |                 | Frente Salteño Romero-Wayar | 2/2    | - Mirta Lapad - Domingo Faustino Juárez |
| Rosario de la Frontera 2 Convencionales |                 | Frente Salteño Romero-Wayar | 1/2    | - Rodolfo Aniceto Fernández |
| Rosario de la Frontera 2 Convencionales |                 | Unidos por Salta            | 1/2    | - Rosario Toscano |
| Rosario de Lerma 2 Convencionales       |                 | Frente Salteño Romero-Wayar | 1/2    | - Pedro Liverato |
| Rosario de Lerma 2 Convencionales       |                 | Unidos por Salta            | 1/2    | - Adrián Ramón Palacios |
| San Carlos 1 Convencional               |                 | Frente Salteño Romero-Wayar | 1/1    | - Ignacio Vicente Condorí |
| Santa Victoria 1 Convencional           |                 | Frente Salteño Romero-Wayar | 1/1    | - Alcides Leopoldo Ontiveros |

### Gobernador y vicegobernador
| Fórmula                    | Fórmula               | Partido               | Partido                                   | Votos   | %     |
| Gobernador                 | Vicegobernador        | Partido               | Partido                                   | Votos   | %     |
| -------------------------- | --------------------- | --------------------- | ----------------------------------------- | ------- | ----- |
| Juan Carlos Romero         | Walter Wayar          |                       | Frente Justicialista para la Victoria     | 211.016 | 49,89 |
| Andrés Zottos              | Fabián Vittar         |                       | Partido Renovador de Salta                | 102.300 | 24,19 |
| Julio Argentino San Millán | José Luis Valle       |                       | Unidos por Salta                          | 71.557  | 16,92 |
| Cristina Foffani           | Fulvia Condori        |                       | Partido del Obrero                        | 28.339  | 6,70  |
| Arturo Farfán              | Luis Piraino          |                       | Afirmación para una República Igualitaria | 3.928   | 0,93  |
| Pablo Boetsch              | Carmen Orue Ferreryra |                       | Izquierda Unida (PCA - MST - PSD - PSP)   | 3.610   | 0,85  |
| Lídoro Sánchez             | Carlos Tálice         |                       | Unión Popular                             | 2.174   | 0,51  |
| Votos positivos            | Votos positivos       | Votos positivos       | Votos positivos                           | 422.924 | 91,55 |
| Votos en blanco            | Votos en blanco       | Votos en blanco       | Votos en blanco                           | 35.358  | 7,65  |
| Votos nulos                | Votos nulos           | Votos nulos           | Votos nulos                               | 3.681   | 0,80  |
| Participación              | Participación         | Participación         | Participación                             | 461.963 | 68,20 |
| Electores registrados      | Electores registrados | Electores registrados | Electores registrados                     | 677.318 | 100   |
| Fuente:                    |                       |                       |                                           |         |       |

### Cámara de Diputados
| ← 2001 · Cámara de Diputados · 2005 → | ← 2001 · Cámara de Diputados · 2005 → | ← 2001 · Cámara de Diputados · 2005 → | ← 2001 · Cámara de Diputados · 2005 → |
| Partido/Alianza                       | Partido/Alianza                       | Partido/Alianza                       | Bancas                                |
| ------------------------------------- | ------------------------------------- | ------------------------------------- | ------------------------------------- |
|                                       |                                       | Frente Justicialista para la Victoria | 15/30                                 |
|                                       | Partido Conservador Popular           | 1/30                                  |                                       |
| Total alianza                         | Total alianza                         | Total alianza                         | 16/30                                 |
|                                       | Unidos por Salta                      | Unidos por Salta                      | 7/30                                  |
|                                       | Partido Renovador de Salta            | Partido Renovador de Salta            | 6/30                                  |
|                                       | Partido del Obrero                    | Partido del Obrero                    | 1/30                                  |
| Fuente:                               |                                       |                                       |                                       |

#### Resultados por departamento
| Anta 1 Diputado Mandato: 2003-2005                   | Anta 1 Diputado Mandato: 2003-2005        | Anta 1 Diputado Mandato: 2003-2005 | Anta 1 Diputado Mandato: 2003-2005 | Anta 1 Diputado Mandato: 2003-2005 |
| Partido                                              | Partido                                   | Votos                              | %                                  | Bancas                             |
| ---------------------------------------------------- | ----------------------------------------- | ---------------------------------- | ---------------------------------- | ---------------------------------- |
|                                                      | Unidos por Salta                          | 9.705                              | 48,74                              | 1/1                                |
|                                                      | Frente Justicialista para la Victoria     | 9.429                              | 47,35                              |                                    |
|                                                      | Partido Renovador de Salta                | 694                                | 3,49                               |                                    |
|                                                      | Izquierda Unida                           | 84                                 | 0,42                               |                                    |
| Votos positivos                                      | Votos positivos                           | 19.912                             | 86,89                              |                                    |
| Votos en blanco                                      | Votos en blanco                           | 2.946                              | 12,86                              |                                    |
| Votos nulos                                          | Votos nulos                               | 59                                 | 0,26                               |                                    |
| Participación                                        | Participación                             | 22.917                             | 71,33                              |                                    |
| Electores registrados                                | Electores registrados                     | 32.127                             | 100                                |                                    |
| Capital 9 Diputados Mandato: 2003-2007               |                                           |                                    |                                    |                                    |
| Partido                                              | Partido                                   | Votos                              | %                                  | Bancas                             |
|                                                      | Partido Renovador de Salta                | 48.869                             | 26,61                              | 3/9                                |
|                                                      | Frente Justicialista para la Victoria     | 43.271                             | 23,56                              | 3/9                                |
|                                                      | Partido del Obrero                        | 24.075                             | 13,11                              | 1/9                                |
|                                                      | Partido Conservador Popular               | 20.746                             | 11,30                              | 1/9                                |
|                                                      | Unidos por Salta                          | 18.283                             | 9,95                               | 1/9                                |
|                                                      | Movimiento Regional del Pueblo            | 12.189                             | 6,64                               |                                    |
|                                                      | Vecinos Unidos                            | 4.967                              | 2,70                               |                                    |
|                                                      | Partido Humanista                         | 2.421                              | 1,32                               |                                    |
|                                                      | Izquierda Unida                           | 2.339                              | 1,27                               |                                    |
|                                                      | Afirmación para una República Igualitaria | 2.264                              | 1,23                               |                                    |
|                                                      | Partido Demócrata Cristiano               | 1.870                              | 1,02                               |                                    |
|                                                      | Movimiento Gauchos Federales              | 1.281                              | 0,70                               |                                    |
|                                                      | Unión Popular                             | 970                                | 0,53                               |                                    |
|                                                      | Movimiento Popular Salteño                | 114                                | 0,06                               |                                    |
| Votos positivos                                      | Votos positivos                           | 183.659                            | 91,03                              |                                    |
| Votos en blanco                                      | Votos en blanco                           | 15.991                             | 7,93                               |                                    |
| Votos nulos                                          | Votos nulos                               | 2.113                              | 1,05                               |                                    |
| Participación                                        | Participación                             | 201.763                            | 68,47                              |                                    |
| Electores registrados                                | Electores registrados                     | 294.687                            | 100                                |                                    |
| Cerrillos 1 Diputado Mandato: 2003-2007              |                                           |                                    |                                    |                                    |
| Partido                                              | Partido                                   | Votos                              | %                                  | Bancas                             |
|                                                      | Frente Justicialista para la Victoria     | 5.113                              | 47,99                              | 1/1                                |
|                                                      | Partido Renovador de Salta                | 3.732                              | 35,03                              |                                    |
|                                                      | Unidos por Salta                          | 965                                | 9,06                               |                                    |
|                                                      | Unión Popular                             | 440                                | 4,13                               |                                    |
|                                                      | Partido del Obrero                        | 404                                | 3,37                               |                                    |
| Votos positivos                                      | Votos positivos                           | 10.654                             | 86,96                              |                                    |
| Votos en blanco                                      | Votos en blanco                           | 1.525                              | 12,45                              |                                    |
| Votos nulos                                          | Votos nulos                               | 72                                 | 0,59                               |                                    |
| Participación                                        | Participación                             | 12.251                             | 76,16                              |                                    |
| Electores registrados                                | Electores registrados                     | 16.085                             | 100                                |                                    |
| General Güemes 1 Diputado Mandato: 2003-2007         |                                           |                                    |                                    |                                    |
| Partido                                              | Partido                                   | Votos                              | %                                  | Bancas                             |
|                                                      | Frente Justicialista para la Victoria     | 7.320                              | 48,20                              | 1/1                                |
|                                                      | Movimiento Popular Salteño                | 4.182                              | 27,54                              |                                    |
|                                                      | Unidos por Salta                          | 2.316                              | 15,25                              |                                    |
|                                                      | Partido Renovador de Salta                | 922                                | 6,07                               |                                    |
|                                                      | Partido del Obrero                        | 274                                | 1,80                               |                                    |
|                                                      | Izquierda Unida                           | 173                                | 1,14                               |                                    |
| Votos positivos                                      | Votos positivos                           | 15.187                             | 75,79                              |                                    |
| Votos en blanco                                      | Votos en blanco                           | 4.734                              | 23,63                              |                                    |
| Votos nulos                                          | Votos nulos                               | 117                                | 0,58                               |                                    |
| Participación                                        | Participación                             | 20.038                             | 75,29                              |                                    |
| Electores registrados                                | Electores registrados                     | 26.615                             | 100                                |                                    |
| General San Martín 3 Diputados Mandato: 2003-2007    |                                           |                                    |                                    |                                    |
| Partido                                              | Partido                                   | Votos                              | %                                  | Bancas                             |
|                                                      | Frente Justicialista para la Victoria     | 15.763                             | 33,79                              | 1/3                                |
|                                                      | Partido Renovador de Salta                | 15.661                             | 33,57                              | 1/3                                |
|                                                      | Unidos por Salta                          | 8.899                              | 19,08                              | 1/3                                |
|                                                      | Movimiento Popular Salteño                | 3.666                              | 7,86                               |                                    |
|                                                      | Partido del Obrero                        | 1.302                              | 2,79                               |                                    |
|                                                      | Afirmación para una República Igualitaria | 994                                | 2,13                               |                                    |
|                                                      | Partido Humanista                         | 253                                | 0,54                               |                                    |
|                                                      | Izquierda Unida                           | 107                                | 0,23                               |                                    |
| Votos positivos                                      | Votos positivos                           | 46.645                             | 85,31                              |                                    |
| Votos en blanco                                      | Votos en blanco                           | 7.739                              | 14,45                              |                                    |
| Votos nulos                                          | Votos nulos                               | 286                                | 0,52                               |                                    |
| Diferencia de actas                                  | Diferencia de actas                       | 8                                  | 0,01                               |                                    |
| Participación                                        | Participación                             | 54.678                             | 63,39                              |                                    |
| Electores registrados                                | Electores registrados                     | 86.251                             | 100                                |                                    |
| Guachipas 1 Diputado Mandato: 2003-2007              |                                           |                                    |                                    |                                    |
| Partido                                              | Partido                                   | Votos                              | %                                  | Bancas                             |
|                                                      | Frente Justicialista para la Victoria     | 1.091                              | 63,99                              | 1/1                                |
|                                                      | Unidos por Salta                          | 467                                | 27,39                              |                                    |
|                                                      | Partido Renovador de Salta                | 147                                | 8,62                               |                                    |
| Votos positivos                                      | Votos positivos                           | 1.705                              | 94,91                              |                                    |
| Votos en blanco                                      | Votos en blanco                           | 91                                 | 5,04                               |                                    |
| Votos nulos                                          | Votos nulos                               | 10                                 | 0,55                               |                                    |
| Participación                                        | Participación                             | 1.806                              | 77,08                              |                                    |
| Electores registrados                                | Electores registrados                     | 2.343                              | 100                                |                                    |
| La Caldera 1 Diputado Mandato: 2003-2007             |                                           |                                    |                                    |                                    |
| Partido                                              | Partido                                   | Votos                              | %                                  | Bancas                             |
|                                                      | Frente Justicialista para la Victoria     | 1.926                              | 56,51                              | 1/1                                |
|                                                      | Partido Renovador de Salta                | 994                                | 29,17                              |                                    |
|                                                      | Unidos por Salta                          | 427                                | 12,53                              |                                    |
|                                                      | Izquierda Unida                           | 61                                 | 1,79                               |                                    |
| Votos positivos                                      | Votos positivos                           | 3.408                              | 90,88                              |                                    |
| Votos en blanco                                      | Votos en blanco                           | 323                                | 8,61                               |                                    |
| Votos nulos                                          | Votos nulos                               | 19                                 | 0,51                               |                                    |
| Participación                                        | Participación                             | 3.750                              | 78,98                              |                                    |
| Electores registrados                                | Electores registrados                     | 4.748                              | 100                                |                                    |
| La Candelaria 1 Diputado Mandato: 2003-2007          |                                           |                                    |                                    |                                    |
| Partido                                              | Partido                                   | Votos                              | %                                  | Bancas                             |
|                                                      | Frente Justicialista para la Victoria     | 1.569                              | 50,56                              | 1/1                                |
|                                                      | Partido Renovador de Salta                | 1.234                              | 39,77                              |                                    |
|                                                      | Unidos por Salta                          | 147                                | 4,74                               |                                    |
|                                                      | Afirmación para una República Igualitaria | 153                                | 4,93                               |                                    |
| Votos positivos                                      | Votos positivos                           | 3.103                              | 91,80                              |                                    |
| Votos en blanco                                      | Votos en blanco                           | 276                                | 8,17                               |                                    |
| Votos nulos                                          | Votos nulos                               | 1                                  | 0,03                               |                                    |
| Participación                                        | Participación                             | 3.380                              | 83,70                              |                                    |
| Electores registrados                                | Electores registrados                     | 4.038                              | 100                                |                                    |
| La Poma 1 Diputado Mandato: 2003-2007                |                                           |                                    |                                    |                                    |
| Partido                                              | Partido                                   | Votos                              | %                                  | Bancas                             |
|                                                      | Frente Justicialista para la Victoria     | 497                                | 55,66                              | 1/1                                |
|                                                      | Movimiento Regional del Pueblo            | 322                                | 36,06                              |                                    |
|                                                      | Partido Renovador de Salta                | 63                                 | 7,05                               |                                    |
|                                                      | Unidos por Salta                          | 11                                 | 1,23                               |                                    |
| Votos positivos                                      | Votos positivos                           | 893                                | 92,06                              |                                    |
| Votos en blanco                                      | Votos en blanco                           | 74                                 | 7,63                               |                                    |
| Votos nulos                                          | Votos nulos                               | 3                                  | 0,31                               |                                    |
| Participación                                        | Participación                             | 970                                | 81,58                              |                                    |
| Electores registrados                                | Electores registrados                     | 1.189                              | 100                                |                                    |
| La Viña 1 Diputado Mandato: 2003-2007                |                                           |                                    |                                    |                                    |
| Partido                                              | Partido                                   | Votos                              | %                                  | Bancas                             |
|                                                      | Unidos por Salta                          | 2.021                              | 52,86                              | 1/1                                |
|                                                      | Frente Justicialista para la Victoria     | 1.661                              | 43,45                              |                                    |
|                                                      | Partido del Obrero                        | 141                                | 3,69                               |                                    |
| Votos positivos                                      | Votos positivos                           | 3.823                              | 94,07                              |                                    |
| Votos en blanco                                      | Votos en blanco                           | 238                                | 5,86                               |                                    |
| Votos nulos                                          | Votos nulos                               | 3                                  | 0,07                               |                                    |
| Participación                                        | Participación                             | 4.064                              | 78,90                              |                                    |
| Electores registrados                                | Electores registrados                     | 5.151                              | 100                                |                                    |
| Los Andes 1 Diputado Mandato: 2003-2007              |                                           |                                    |                                    |                                    |
| Partido                                              | Partido                                   | Votos                              | %                                  | Bancas                             |
|                                                      | Unidos por Salta                          | Sin datos                          | Sin datos                          | 1/1                                |
| Votos positivos                                      | Votos positivos                           | Sin datos                          | Sin datos                          |                                    |
| Votos en blanco                                      | Votos en blanco                           | Sin datos                          | Sin datos                          |                                    |
| Votos nulos                                          | Votos nulos                               | Sin datos                          | Sin datos                          |                                    |
| Participación                                        | Participación                             | Sin datos                          | Sin datos                          |                                    |
| Electores registrados                                | Electores registrados                     | 3.830                              | 100                                |                                    |
| Metán 2 Diputados Mandato: 2003-2005                 |                                           |                                    |                                    |                                    |
| Partido                                              | Partido                                   | Votos                              | %                                  | Bancas                             |
|                                                      | Partido Renovador de Salta                | 7.283                              | 47,90                              | 1/2                                |
|                                                      | Frente Justicialista para la Victoria     | 6.224                              | 40,93                              | 1/2                                |
|                                                      | Unidos por Salta                          | 1.431                              | 9,41                               |                                    |
|                                                      | Movimiento Gauchos Federales              | 267                                | 1,76                               |                                    |
| Votos positivos                                      | Votos positivos                           | 15.205                             | 84,01                              |                                    |
| Votos en blanco                                      | Votos en blanco                           | 2.746                              | 15,17                              |                                    |
| Votos nulos                                          | Votos nulos                               | 148                                | 0,82                               |                                    |
| Participación                                        | Participación                             | 18.099                             | 68,98                              |                                    |
| Electores registrados                                | Electores registrados                     | 26.239                             | 100                                |                                    |
| Orán 3 Diputados Mandato: 2003-2007                  |                                           |                                    |                                    |                                    |
| Partido                                              | Partido                                   | Votos                              | %                                  | Bancas                             |
|                                                      | Frente Justicialista para la Victoria     | 22.172                             | 54,86                              | 2/3                                |
|                                                      | Unidos por Salta                          | 8.347                              | 20,65                              | 1/3                                |
|                                                      | Partido Renovador de Salta                | 6.235                              | 15,43                              |                                    |
|                                                      | Partido del Obrero                        | 3.253                              | 8,05                               |                                    |
|                                                      | Partido Humanista                         | 406                                | 1,00                               |                                    |
| Votos positivos                                      | Votos positivos                           | 40.413                             | 90,71                              |                                    |
| Votos en blanco                                      | Votos en blanco                           | 3.948                              | 8,86                               |                                    |
| Votos nulos                                          | Votos nulos                               | 192                                | 0,43                               |                                    |
| Participación                                        | Participación                             | 44.553                             | 59,78                              |                                    |
| Electores registrados                                | Electores registrados                     | 74.532                             | 100                                |                                    |
| Rivadavia 1 Diputado Mandato: 2003-2005              |                                           |                                    |                                    |                                    |
| Partido                                              | Partido                                   | Votos                              | %                                  | Bancas                             |
|                                                      | Frente Justicialista para la Victoria     | 5.661                              | 54,70                              | 1/1                                |
|                                                      | Unidos por Salta                          | 4.415                              | 42,66                              |                                    |
|                                                      | Partido Renovador de Salta                | 274                                | 2,65                               |                                    |
| Votos positivos                                      | Votos positivos                           | 10.350                             | 95,92                              |                                    |
| Votos en blanco                                      | Votos en blanco                           | 408                                | 3,78                               |                                    |
| Votos nulos                                          | Votos nulos                               | 32                                 | 0,30                               |                                    |
| Participación                                        | Participación                             | 10.790                             | 67,08                              |                                    |
| Electores registrados                                | Electores registrados                     | 16.086                             | 100                                |                                    |
| Rosario de la Frontera 1 Diputado Mandato: 2003-2005 |                                           |                                    |                                    |                                    |
| Partido                                              | Partido                                   | Votos                              | %                                  | Bancas                             |
|                                                      | Frente Justicialista para la Victoria     | 6.768                              | 54,40                              | 1/1                                |
|                                                      | Unidos por Salta                          | 3.723                              | 29,93                              |                                    |
|                                                      | Partido Demócrata Cristiano               | 934                                | 7,51                               |                                    |
|                                                      | Partido Renovador de Salta                | 789                                | 6,34                               |                                    |
|                                                      | Afirmación para una República Igualitaria | 124                                | 1,00                               |                                    |
|                                                      | Partido del Obrero                        | 103                                | 0,83                               |                                    |
| Votos positivos                                      | Votos positivos                           | 12.441                             | 92,48                              |                                    |
| Votos en blanco                                      | Votos en blanco                           | 931                                | 6,92                               |                                    |
| Votos nulos                                          | Votos nulos                               | 80                                 | 0,59                               |                                    |
| Participación                                        | Participación                             | 13.452                             | 71,58                              |                                    |
| Electores registrados                                | Electores registrados                     | 18.792                             | 100                                |                                    |
| Rosario de Lerma 1 Diputado Mandato: 2003-2007       |                                           |                                    |                                    |                                    |
| Partido                                              | Partido                                   | Votos                              | %                                  | Bancas                             |
|                                                      | Partido Renovador de Salta                | 6.473                              | 46,86                              | 1/1                                |
|                                                      | Frente Justicialista para la Victoria     | 5.876                              | 42,54                              |                                    |
|                                                      | Unidos por Salta                          | 713                                | 5,16                               |                                    |
|                                                      | Partido del Obrero                        | 606                                | 4,39                               |                                    |
|                                                      | Unión Popular                             | 146                                | 1,06                               |                                    |
| Votos positivos                                      | Votos positivos                           | 13.814                             | 90,11                              |                                    |
| Votos en blanco                                      | Votos en blanco                           | 1.419                              | 9,26                               |                                    |
| Votos nulos                                          | Votos nulos                               | 98                                 | 0,64                               |                                    |
| Participación                                        | Participación                             | 15.331                             | 74,19                              |                                    |
| Electores registrados                                | Electores registrados                     | 20.664                             | 100                                |                                    |
| Santa Victoria 1 Diputado Mandato: 2003-2007         |                                           |                                    |                                    |                                    |
| Partido                                              | Partido                                   | Votos                              | %                                  | Bancas                             |
|                                                      | Unidos por Salta                          | 2.078                              | 51,12                              | 1/1                                |
|                                                      | Frente Justicialista para la Victoria     | 1.908                              | 46,94                              |                                    |
|                                                      | Partido Renovador de Salta                | 74                                 | 1,82                               |                                    |
|                                                      | Partido del Obrero                        | 5                                  | 0,12                               |                                    |
| Votos positivos                                      | Votos positivos                           | 4.065                              | 94,71                              |                                    |
| Votos en blanco                                      | Votos en blanco                           | 206                                | 4,80                               |                                    |
| Votos nulos                                          | Votos nulos                               | 21                                 | 0,49                               |                                    |
| Participación                                        | Participación                             | 4.292                              | 62,36                              |                                    |
| Electores registrados                                | Electores registrados                     | 6.883                              | 100                                |                                    |

### Cámara de Senadores
| ← 2001 · Cámara de Senadores · 2005 → | ← 2001 · Cámara de Senadores · 2005 →     | ← 2001 · Cámara de Senadores · 2005 → | ← 2001 · Cámara de Senadores · 2005 → | ← 2001 · Cámara de Senadores · 2005 → |
| Partido/Alianza                       | Partido/Alianza                           | Votos                                 | %                                     | Bancas                                |
| ------------------------------------- | ----------------------------------------- | ------------------------------------- | ------------------------------------- | ------------------------------------- |
|                                       | Frente Justicialista para la Victoria     | 80.611                                | 47,58                                 | 6/11                                  |
|                                       | Unidos por Salta                          | 44.949                                | 26,53                                 | 4/11                                  |
|                                       | Partido Renovador de Salta                | 35.254                                | 20,81                                 | 1/11                                  |
|                                       | Partido del Obrero                        | 5.199                                 | 3,07                                  |                                       |
|                                       | Afirmación para una República Igualitaria | 1.027                                 | 0,61                                  |                                       |
|                                       | Partido Demócrata Cristiano               | 929                                   | 0,55                                  |                                       |
|                                       | Partido Humanista                         | 688                                   | 0,41                                  |                                       |
|                                       | Unión Popular                             | 421                                   | 0,25                                  |                                       |
|                                       | Movimiento Gauchos Federales              | 252                                   | 0,15                                  |                                       |
|                                       | Izquierda Unida (PCA - MST - PSD - PSP)   | 87                                    | 0,05                                  |                                       |
| Votos positivos                       | Votos positivos                           | 169.417                               | 88,67                                 |                                       |
| Votos en blanco                       | Votos en blanco                           | 20.745                                | 10,86                                 |                                       |
| Votos nulos                           | Votos nulos                               | 896                                   | 0,47                                  |                                       |
| Diferencia de actas                   | Diferencia de actas                       | 8                                     | 0,00                                  |                                       |
| Participación                         | Participación                             | 191.066                               | 65,86                                 |                                       |
| Electores registrados                 | Electores registrados                     | 290.128                               | 100                                   |                                       |
| Fuente:                               |                                           |                                       |                                       |                                       |

#### Resultados por departamento
| Anta 1 Senador                   | Anta 1 Senador                            | Anta 1 Senador | Anta 1 Senador | Anta 1 Senador |
| Partido                          | Partido                                   | Votos          | %              | Bancas         |
| -------------------------------- | ----------------------------------------- | -------------- | -------------- | -------------- |
|                                  | Unidos por Salta                          | 9.791          | 49,03          | 1/1            |
|                                  | Frente Justicialista para la Victoria     | 9.420          | 47,17          |                |
|                                  | Partido Renovador de Salta                | 672            | 3,37           |                |
|                                  | Izquierda Unida                           | 87             | 0,44           |                |
| Votos positivos                  | Votos positivos                           | 19.970         | 87,14          |                |
| Votos en blanco                  | Votos en blanco                           | 2.889          | 12,61          |                |
| Votos nulos                      | Votos nulos                               | 58             | 0,25           |                |
| Participación                    | Participación                             | 22.917         | 71,33          |                |
| Electores registrados            | Electores registrados                     | 32.127         | 100            |                |
| Cerrillos 1 Senador              |                                           |                |                |                |
| Partido                          | Partido                                   | Votos          | %              | Bancas         |
|                                  | Frente Justicialista para la Victoria     | 5.113          | 47,95          | 1/1            |
|                                  | Partido Renovador de Salta                | 3.759          | 35,25          |                |
|                                  | Unidos por Salta                          | 950            | 8,91           |                |
|                                  | Unión Popular                             | 421            | 3,95           |                |
|                                  | Partido del Obrero                        | 421            | 3,95           |                |
| Votos positivos                  | Votos positivos                           | 10.664         | 87,05          |                |
| Votos en blanco                  | Votos en blanco                           | 1.531          | 12,50          |                |
| Votos nulos                      | Votos nulos                               | 56             | 0,46           |                |
| Participación                    | Participación                             | 12.251         | 76,16          |                |
| Electores registrados            | Electores registrados                     | 16.085         | 100            |                |
| General San Martín 1 Senador     |                                           |                |                |                |
| Partido                          | Partido                                   | Votos          | %              | Bancas         |
|                                  | Frente Justicialista para la Victoria     | 19.519         | 41,60          | 1/1            |
|                                  | Partido Renovador de Salta                | 15.625         | 33,30          |                |
|                                  | Unidos por Salta                          | 9.365          | 19,96          |                |
|                                  | Partido del Obrero                        | 1.249          | 2,66           |                |
|                                  | Afirmación para una República Igualitaria | 897            | 1,91           |                |
|                                  | Partido Humanista                         | 266            | 0,57           |                |
| Votos positivos                  | Votos positivos                           | 46.921         | 85,31          |                |
| Votos en blanco                  | Votos en blanco                           | 7.469          | 13,66          |                |
| Votos nulos                      | Votos nulos                               | 280            | 0,51           |                |
| Diferencia de actas              | Diferencia de actas                       | 8              | 0,01           |                |
| Participación                    | Participación                             | 54.678         | 63,39          |                |
| Electores registrados            | Electores registrados                     | 86.251         | 100            |                |
| Iruya 1 Senador                  |                                           |                |                |                |
| Partido                          | Partido                                   | Votos          | %              | Bancas         |
|                                  | Unidos por Salta                          | 1.386          | 56,99          | 1/1            |
|                                  | Frente Justicialista para la Victoria     | 1.017          | 41,82          |                |
|                                  | Partido Renovador de Salta                | 29             | 1,19           |                |
| Votos positivos                  | Votos positivos                           | 2.432          | 93,90          |                |
| Votos en blanco                  | Votos en blanco                           | 146            | 5,64           |                |
| Votos nulos                      | Votos nulos                               | 12             | 0,46           |                |
| Participación                    | Participación                             | 2.590          | 65,67          |                |
| Electores registrados            | Electores registrados                     | 3.944          | 100            |                |
| La Candelaria 1 Senador          |                                           |                |                |                |
| Partido                          | Partido                                   | Votos          | %              | Bancas         |
|                                  | Frente Justicialista para la Victoria     | 1.498          | 48,20          | 1/1            |
|                                  | Partido Renovador de Salta                | 1.461          | 47,01          |                |
|                                  | Unidos por Salta                          | 145            | 4,67           |                |
|                                  | Afirmación para una República Igualitaria | 4              | 0,13           |                |
| Votos positivos                  | Votos positivos                           | 3.108          | 91,95          |                |
| Votos en blanco                  | Votos en blanco                           | 271            | 8,02           |                |
| Votos nulos                      | Votos nulos                               | 1              | 0,03           |                |
| Participación                    | Participación                             | 3.380          | 83,70          |                |
| Electores registrados            | Electores registrados                     | 4.038          | 100            |                |
| La Viña 1 Senador                |                                           |                |                |                |
| Partido                          | Partido                                   | Votos          | %              | Bancas         |
|                                  | Unidos por Salta                          | 1.904          | 49,57          | 1/1            |
|                                  | Frente Justicialista para la Victoria     | 1.761          | 45,85          |                |
|                                  | Partido del Obrero                        | 176            | 4,58           |                |
| Votos positivos                  | Votos positivos                           | 3.841          | 94,51          |                |
| Votos en blanco                  | Votos en blanco                           | 220            | 5,41           |                |
| Votos nulos                      | Votos nulos                               | 3              | 0,07           |                |
| Participación                    | Participación                             | 4.064          | 78,90          |                |
| Electores registrados            | Electores registrados                     | 5.151          | 100            |                |
| Metán 1 Senador                  |                                           |                |                |                |
| Partido                          | Partido                                   | Votos          | %              | Bancas         |
|                                  | Partido Renovador de Salta                | 7.145          | 46,98          | 1/1            |
|                                  | Frente Justicialista para la Victoria     | 6.476          | 42,59          |                |
|                                  | Unidos por Salta                          | 1.334          | 8,77           |                |
|                                  | Movimiento Gauchos Federales              | 252            | 1,66           |                |
| Votos positivos                  | Votos positivos                           | 15.207         | 84,02          |                |
| Votos en blanco                  | Votos en blanco                           | 2.743          | 15,16          |                |
| Votos nulos                      | Votos nulos                               | 149            | 0,82           |                |
| Participación                    | Participación                             | 18.099         | 68,98          |                |
| Electores registrados            | Electores registrados                     | 26.239         | 100            |                |
| Orán 1 Senador                   |                                           |                |                |                |
| Partido                          | Partido                                   | Votos          | %              | Bancas         |
|                                  | Frente Justicialista para la Victoria     | 22.073         | 54,46          | 1/1            |
|                                  | Unidos por Salta                          | 9.595          | 23,67          |                |
|                                  | Partido Renovador de Salta                | 5.194          | 12,82          |                |
|                                  | Partido del Obrero                        | 3.246          | 8,01           |                |
|                                  | Partido Humanista                         | 422            | 1,04           |                |
| Votos positivos                  | Votos positivos                           | 40.530         | 90,97          |                |
| Votos en blanco                  | Votos en blanco                           | 3.817          | 8,57           |                |
| Votos nulos                      | Votos nulos                               | 206            | 0,46           |                |
| Participación                    | Participación                             | 44.553         | 59,78          |                |
| Electores registrados            | Electores registrados                     | 74.532         | 100            |                |
| Rivadavia 1 Senador              |                                           |                |                |                |
| Partido                          | Partido                                   | Votos          | %              | Bancas         |
|                                  | Frente Justicialista para la Victoria     | 5.693          | 54,72          | 1/1            |
|                                  | Unidos por Salta                          | 4.460          | 42,87          |                |
|                                  | Partido Renovador de Salta                | 250            | 2,40           |                |
| Votos positivos                  | Votos positivos                           | 10.403         | 96,41          |                |
| Votos en blanco                  | Votos en blanco                           | 356            | 3,30           |                |
| Votos nulos                      | Votos nulos                               | 31             | 0,29           |                |
| Participación                    | Participación                             | 10.790         | 67,08          |                |
| Electores registrados            | Electores registrados                     | 16.086         | 100            |                |
| Rosario de la Frontera 1 Senador |                                           |                |                |                |
| Partido                          | Partido                                   | Votos          | %              | Bancas         |
|                                  | Frente Justicialista para la Victoria     | 6.134          | 50,09          | 1/1            |
|                                  | Unidos por Salta                          | 3.922          | 32,03          |                |
|                                  | Partido Renovador de Salta                | 1.028          | 8,39           |                |
|                                  | Partido Demócrata Cristiano               | 929            | 7,59           |                |
|                                  | Afirmación para una República Igualitaria | 126            | 1,03           |                |
|                                  | Partido del Obrero                        | 107            | 0,87           |                |
| Votos positivos                  | Votos positivos                           | 12.246         | 91,03          |                |
| Votos en blanco                  | Votos en blanco                           | 1.126          | 8,37           |                |
| Votos nulos                      | Votos nulos                               | 80             | 0,59           |                |
| Participación                    | Participación                             | 13.452         | 71,58          |                |
| Electores registrados            | Electores registrados                     | 18.792         | 100            |                |
| Santa Victoria 1 Senador         |                                           |                |                |                |
| Partido                          | Partido                                   | Votos          | %              | Bancas         |
|                                  | Unidos por Salta                          | 2.097          | 51,21          | 1/1            |
|                                  | Frente Justicialista para la Victoria     | 1.907          | 46,57          |                |
|                                  | Partido Renovador de Salta                | 91             | 2,22           |                |
| Votos positivos                  | Votos positivos                           | 4.095          | 95,41          |                |
| Votos en blanco                  | Votos en blanco                           | 177            | 4,12           |                |
| Votos nulos                      | Votos nulos                               | 20             | 0,47           |                |
| Participación                    | Participación                             | 4.292          | 62,36          |                |
| Electores registrados            | Electores registrados                     | 6.883          | 100            |                |